# Manuel Sandoval Vallarta

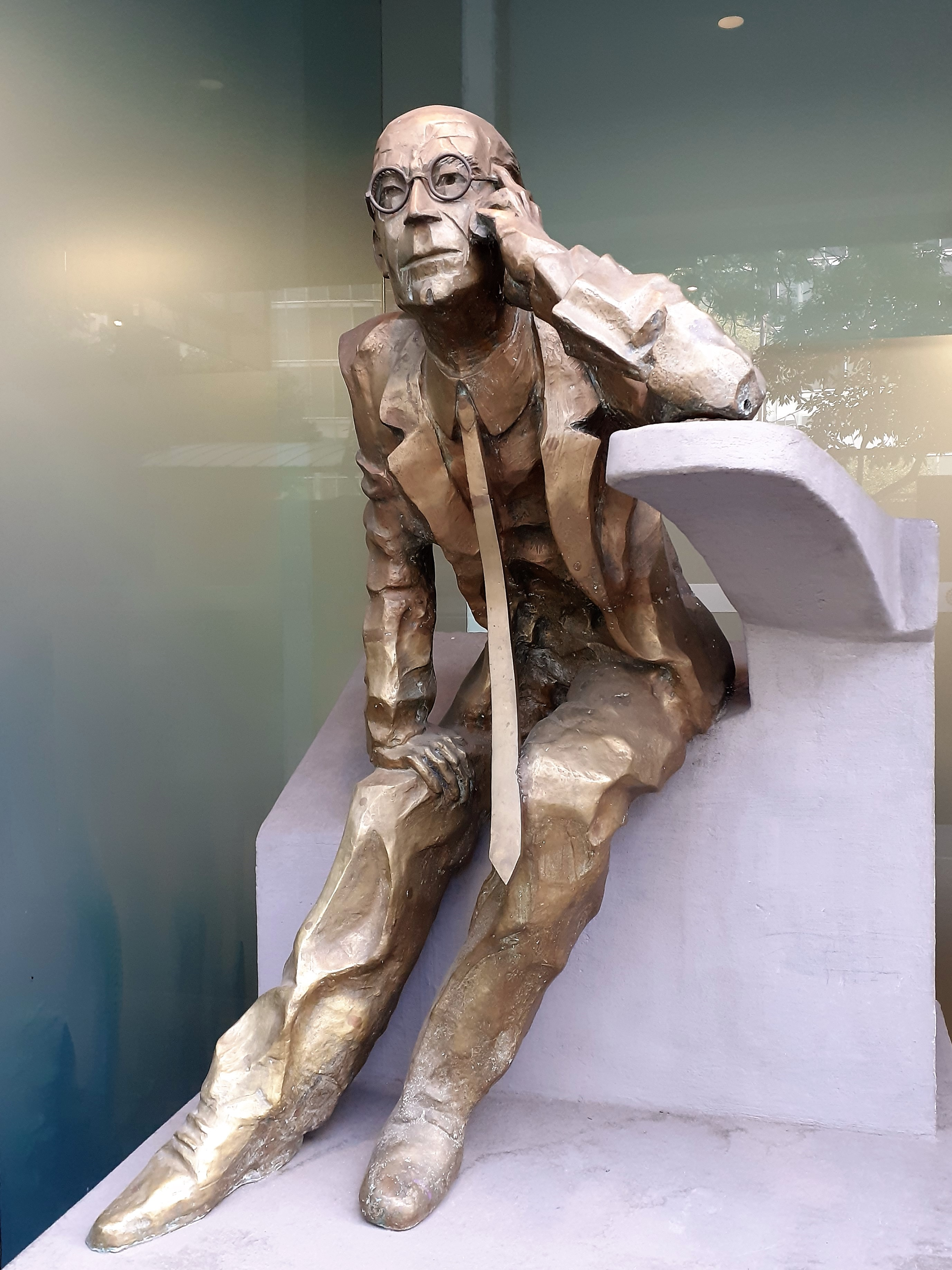
Skulptur, die Manuel Sandoval Vallarta in Mexiko-Stadt darstellt.

Manuel Sandoval Vallarta (* 11. Februar 1899 in Mexiko-Stadt; † 14. Dezember 1977 ebenda) war ein mexikanischer Physiker. Er war Professor am Massachusetts Institute of Technology (MIT) und der Nationalen Autonomen Universität von Mexiko (UNAM). Er ist bekannt für Forschungen zur Kosmischen Höhenstrahlung.
Vallarta stammte aus angesehener Familie in Mexiko. Zu seinen Vorfahren gehörte der Politiker und erste mexikanische Außenminister Ignacio Luis Vallarta. Er studierte am MIT mit dem Bachelor-Abschluss in Physik 1921 und der Promotion 1924. Er war ab 1923 Mitglied der Fakultät und wurde Professor am MIT. 1927 war er als Guggenheim-Stipendiat in Berlin und Leipzig, wo er unter anderem bei Albert Einstein, Erwin Schrödinger, Max Planck und Werner Heisenberg hörte. Am MIT gehörten Richard Feynman (der mit ihm seine erste wissenschaftliche Arbeit über kosmische Strahlung veröffentlichte) und Julius Stratton zu seinen Schülern. Ab 1943 war er teilweise am UNAM und zog 1946 ganz dorthin. Im gleichen Jahr wurde er Mitglied von deren Verwaltungsrat. Er war in einer Reihe staatlicher Kommissionen Mexikos zu Wissenschaftsfragen.

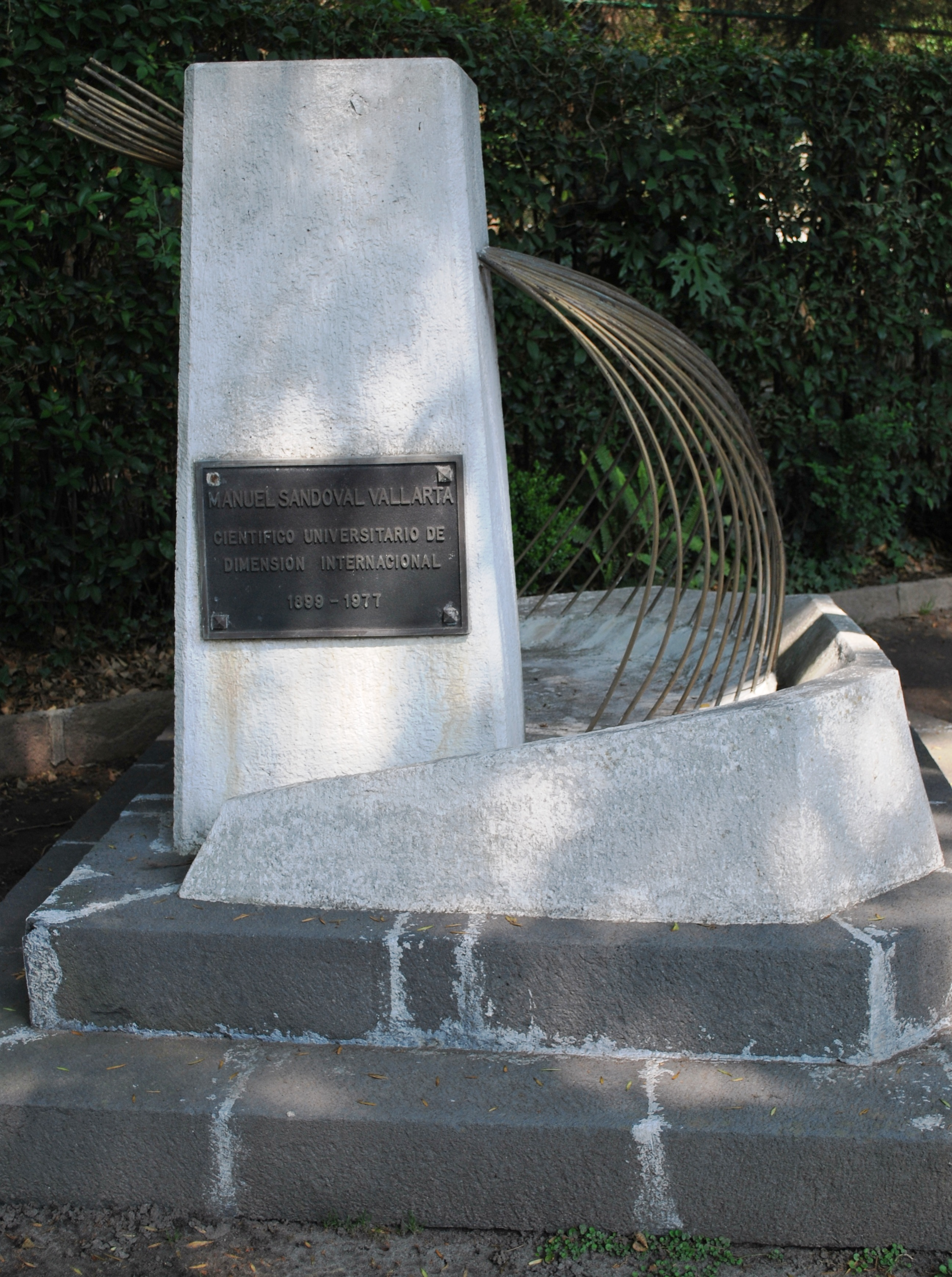
Grab von Manuel Sandoval Vallarta in Mexiko-Stadt

Vallarta entdeckte mit Georges Lemaître die Variation der kosmischen Strahlung mit der geographischen Breite als Folge der Wechselwirkung mit dem Erdmagnetfeld. Er arbeitete mit Luis Walter Alvarez und Arthur Holly Compton über die Zusammensetzung kosmischer Strahlung aus Protonen.
1928 wurde Vallarta in die American Academy of Arts and Sciences gewählt. 1952 wurde er Mitglied der Ehrenlegion und 1961 erhielt er den nationalen Preis für exakte Wissenschaften von Mexiko. Er war Mitglied der Päpstlichen Akademie der Wissenschaften.